# Carlos Alberto Carvalho dos Anjos Junior
Carlos Alberto Carvalho dos Anjos Junior (født 15. september 1977) er en brasiliansk fodboldspiller.